# Pekit Project
PEKIT Project è un programma di formazione e certificazione, che attesta la conoscenza dell’informatica in ambito ICT, rilasciato dalla Fondazione Onlus Sviluppo Europa. La sigla P.E.K.I.T. abbrevia il concetto di Permanent education and knowledge on information technology. La Certificazione ed il Percorso formativo PEKIT sono stati riconosciuti dal M.I.U.R. e dal J.R.C. Le certificazioni PEKIT sono utilizzate per la formazione e l'attestazione delle competenze informatiche utili in diversi contesti di applicazione: in quello scolastico, ad esempio con il modulo specifico riguardante l'uso della LIM, oppure con percorsi rivolti ad altre conoscenze informatiche, ad esempio approfondimenti sull'ambito IT, sui software di Office Automation, su CAD, e sui temi riguardanti il GDPR e la Sicurezza informatica. 

## Caratteristiche del progetto
Lo standard di certificazione PEKIT si propone di caratterizzarsi per le seguenti caratteristiche:
- Per l’approccio innovativo
- Per il percorso didattico (che si sviluppa per fasi evolutive dei bisogni dell’utente e non per compartimenti stagni dei singoli applicativi software)
- Per la possibilità d’integrazione; con PEKIT è possibile certificare l’adeguamento delle proprie capacità informatiche alle ultime novità disponibili sul mercato.

## Lista di certificazioni Pekit[4]
- Pekit for Schools[5] (rivolto agli studenti, dalla scuola primaria fino alle classi della scuola secondaria di 1º grado)
- Pekit Expert[6] (conoscenze su: Hardware, Sistemi Operativi, Software, Applicativi Multimediali, Office Automation, Reti, Web)
- PEKIT Advanced[7] (certificazioni riguardanti le seguenti conoscenze specifiche):
  - Pekit App
  - Pekit Web Creation
  - Pekit CAD
  - Pekit Privacy GDPR DPO 2.0
  - PEKIT IT Doctor
  - Pekit Security
  - Pekit CoFo | Computer Forensics
  - Pekit Digital Lessons
  - Pekit LIM
  - Pekit GeniusBoard Impari
  - Pekit Criminalistics

### Altri collegamenti esterni
- https://www.miur.gov.it/
- https://ec.europa.eu/jrc/en